# At Heart
| Críticas profissionais | Críticas profissionais |
| Avaliações da crítica  | Avaliações da crítica  |
| Fonte                  | Avaliação              |
| ---------------------- | ---------------------- |
| About.com              | [ 2 ]                  |
| AllMusic               | [ 3 ]                  |
| AltThePress            | [ 4 ]                  |
| Punknews.org           | [ 5 ]                  |
| Rockfreaks.net         | [ 6 ]                  |

At Heart é o terceiro álbum de estúdio da banda americana de metalcore Miss May I. O álbum foi agendado para lançamento em 29 de maio de 2012, mas depois foi adiado para 12 de junho de 2012. At Heart em geral recebeu críticas positivas, notando a mudança de "maduro" no som da banda. O primeiro single lançado foi "Hey Mister" juntamente com o vídeo da música.
O álbum estreou em número 32 na Billboard 200, vendendo mais de 12.000 de cópias em sua primeira semana.

## Lançamento
Depois de terminar em turnê para 2011, Miss May I  entrou no estúdio durante o início de 2012 para trabalhar em um novo álbum com lançamento previsto durante o verão. Em 08 de marco de 2012, a banda anunciou que tinha terminado o trabalho em seu novo álbum intitulado "At Heart" e anunciaram o lançamento do álbum para 29 de maio de 2012.
Para fazer alterações de última hora (como disse em uma entrevista por Levi Benton), a banda mudou de volta o lançamento, a data agora definida de 12 de junho de 2012.
A banda logo partiu em turnê com Whitechapel, After the Burial, The Plot in You e Structures ao longo de Março de 2012, seguido por uma turnê européia com Parkway Drive, The Ghost Inside e Confession durante abril. Mais uma vez a banda partiu em turnê com Whitechapel, The Ghost Inside, Within the Ruins e The Plot in You nos EUA em maio de 2012. A primeira música divulgada foi "Hey Mister" que estreou no YouTube.

## Faixas
| N.º            | Título                   | Duração |  |
| 1.             | "At Heart"               | 0:49    |  |
| 2.             | "Hey Mister"             | 3:56    |  |
| 3.             | "Opening Wounds"         | 4:14    |  |
| 4.             | "Leech"                  | 4:16    |  |
| 5.             | "Second to No One"       | 3:59    |  |
| 6.             | "Sirens Song"            | 3:53    |  |
| 7.             | "Day by Day"             | 3:35    |  |
| 8.             | "Bleeding Out"           | 2:59    |  |
| 9.             | "Road of the Lost"       | 3:23    |  |
| 10.            | "Found Our Way"          | 2:47    |  |
| 11.            | "Gold to Rust"           | 3:26    |  |
| 12.            | "Live This Life"         | 3:48    |  |
| 13.            | "Ballad of a Broken Man" | 3:40    |  |
| Duração total: | Duração total:           | 44:38   |  |

## Line-up
Miss May I
- Levi Benton - Vocal
- Ryan Neff - Baixo, Vocais limpos
- Justin Aufdemkampe - Guitarra
- B.J. Stead - Guitarra
- Jerod Boyd - Bateria

Produção
- Machine - produção, engenharia, mixagem
- Brian Gardner - masterização
- Alberto de Icaza - co-mixagem
- Adam Cichocki - assistente
- Nick Scott - engenharia/co-produção